# جوزفين فوربس
جوزفين فوربس (بالإنجليزية: Josephine Forbes)‏ هي عالمة أسترالية، ولدت في 20 أغسطس 1970.